# Les Fossiles
Pour plus de détails, voir Fiche technique et Distribution.
Les Fossiles (化石, Kaseki) est un film japonais réalisé par Masaki Kobayashi et sorti en 1975.

## Synopsis
Au cours d'un voyage en Europe, un homme d'affaires apprend qu'il est atteint d'un cancer et qu'il n'a plus qu'un an à vivre. Il est fasciné par une Japonaise mariée a un riche Français. De retour au Japon, sa famille apprend son état, et les médecins le persuadent de subir une opération.

## Fiche technique
- Titre : Les Fossiles
- Titre original : 化石 (Kaseki?)
- Réalisation : Masaki Kobayashi
- Scénario : Shun Inagaki et Takeshi Yoshida, d'après un roman de Yasushi Inoue
- Photographie : Kōzō Okazaki
- Montage : Keiichi Uraoka
- Direction musicale : Tōru Takemitsu
- Production : Gin'ichi Kishimoto, Masayuki Satō
- Pays d'origine :  Japon
- Langue originale : Japonais
- Genre : comédie dramatique
- Durée : 200 minutes[2] (métrage : 3 171 m[2])
- Dates de sortie :
  - Japon : 4 octobre 1975[2]

## Distribution
- Shin Saburi : Tajihei Kazuki
- Mayumi Ogawa : Akiko Kazuki
- Keiko Kishi : la femme (la Mort)
- Komaki Kurihara : Kiyoko Kazuki
- Hisashi Igawa : Funazu
- Haruko Sugimura : la belle-mère
- Tetsuo Hasegawa : le mari d'Akiko
- Shigeru Kôyama : Kihara
- Seiji Miyaguchi : Sunami
- Ichirō Nakatani : Taisuke, le frère de Tajihei
- Kei Yamamoto : Akihiko Kishi
- Orie Satō : la femme d'Akihiko
- Jūkichi Uno : Tappei Yabuki
- Yūsuke Takita
- Sue Mitobe
- Yoshio Inaba

## Accueil
Les Fossiles fut proposé à la 47e cérémonie des Oscars pour l'Oscar du meilleur film en langue étrangère, mais il ne fut pas nommé.

## Récompenses
- 1976 : prix Mainichi du meilleur film, du meilleur acteur pour Shin Saburi, de la meilleure photographie pour Kōzō Okazaki et de la meilleure musique de film pour Tōru Takemitsu[4]
- 1976 : prix Kinema Junpō du meilleur acteur pour Shin Saburi[5]
- 1976 : Blue Ribbon Award du meilleur film[6]